# Riera d'Auquers
La Riera d'Auquers és un torrent que en confluir amb el Torrent de Bringuers dona lloc al naixement del Barranc de Figuerola.
Neix al vessant nord del Pinós, a poc menys de 800 m. a ponent del centre geogràfic de Catalunya. Pren la direcció cap a les 10 del rellotge que mantindrà fins a la seva sortida del Solsonès o pren la direcció cap a les 7.

## Municipis per on passa
Des del seu naixement, la Riera d'Auquers passa successivament pels següents termes municipals.
|                                                | Longitud (en m.) | % del recorregut |
| ---------------------------------------------- | ---------------- | ---------------- |
| Per l'interior del municipi de Pinós           | 3.353            | 84,46%           |
| Per l'interior del municipi de Torà            | 566              | 14,26%           |
| Altre cop per l'interior del municipi de Pinós | 51               | 1,28%            |

## Xarxa hidrogràfica
La xarxa hidrogràfica de la Riera d'Auquers està constituïda per 7 cursos fluvials que en total sumen una longitud de 6.746 m.

### Distribució municipal
El conjunt d'aquesta xarxa hidrogràfica transcorre pels següents termes municipals: